# Socata TB-9 Tampico
Il Socata TB-9 Tampico è un monomotore quadriposto da turismo prodotto dall'industria aerospaziale francese Société de Construction d'Avions de Tourisme et d'Affaires (Socata) negli anni novanta.
Monoplano e monomotore ad elica, di costruzione metallica, grazie alla sua semplicità e ai bassi costi di gestione e consumi è utilizzato a scopo turistico e, nelle scuole di volo, come aereo da addestramento per l'apprendimento del volo basico VFR (volo a vista) e talvolta utilizzato anche nella fase iniziale del volo IFR strumentale.

## Descrizione tecnica
Equipaggiato con un motore Lycoming O-320-D2A, un motore aspirato a 4 cilindri contrapposti capace di sviluppare una potenza pari a 160 hp (119 kW) a 2 700 giri/min, il Tampico ha un peso massimo al decollo (e all'atterraggio) di 1 060 kg, un'elica bipala a passo fisso e un carrello triciclo non retrattile. Ciascuno dei serbatoi alloggiati nelle semiali contiene 79 litri di carburante, per un totale di 158 litri (dei quali 6 inutilizzabili).

## Utilizzatori

### Militari
Turchia
- Türk Deniz Kuvvetleri

7 TB-20 Trinidad consegnati a partire dal 1995 e tutti in servizio al luglio 2019.